# Biscotto alle mandorle cinese
Il biscotto alle mandorle cinese (cinese: 杏仁餅) è un tipo di pasticceria cinese fatto con fagioli mung macinati. Originariamente veniva prodotto senza mandorle e il nome si riferisce alla forma a mandorla del biscotto originale, ma ora il biscotto cinese alle mandorle è solitamente di forma rotonda e spesso contiene mandorle. Il biscotto è uno dei dolci più diffusi nel Guangdong, a Hong Kong, a Macao e in alcune panetterie cinesi all'estero. I biscotti sono piccoli e non contengono alcun ripieno. Inoltre, sono molto friabili.
A Macao, lo snack è stato uno dei prodotti speciali più popolari: soprattutto vicino alle rovine della cattedrale di San Paolo, le strade sono piene di 10-20 negozi, che vendono gusti diversi di biscotti alle mandorle uno accanto all'altro. I venditori ambulanti si mettono in fila per strada per vendere la merce. È suggerito sul sito web ufficiale del turismo di Macao come famoso spuntino macanese. Choi Heong Yuen Bakery e Koi Kei sono tra le marche più famose di biscotti alle mandorle di Macao.